# Ústavní zákon o autonomii Podkarpatské Rusi
Ústavní zákon ze dne 22. listopadu 1938 č. 328/1938 Sb. z. a n., o autonomii Podkarpatské Rusi, byl ústavní zákon přijatý Národním shromážděním 22. listopadu 1938. Autonomie poskytnutá Podkarpatské Rusi však – na rozdíl od slovenské autonomie – byla naplněním československých mezinárodněprávních závazků a vycházela dokonce přímo z § 3 ústavní listiny, podle které měla být samosprávnému území Podkarpatské Rusi poskytnuta nejširší autonomie slučitelná s jednotností Československa. Samotný ústavní zákon č. 328/1938 Sb. z. a n. pouze uváděl, ve kterých ustanoveních dochází ke změně ve srovnání s ústavním zákonem o autonomii Slovenské země, neboť veškerá ostatní ustanovení ústavního zákona o autonomii Slovenské země platila obdobně i pro autonomní území Podkarpatské Rusi. Úplné znění ústavního zákona o autonomii Podkarpatské Rusi bylo publikováno vládní vyhláškou ze dne 12. prosince 1938 č. 329/1938 Sb., o úplném znění předpisů o autonomii Podkarpatské Rusi. Ústavní zákon 328/1938 Sb. z. a n. se stal platným a účinným 16. prosince 1938 a právně platil až do ledna 1946, kdy byla uzavřena Smlouva mezi Československou republikou a Svazem sovětských socialistických republik o Zakarpatské Ukrajině.

## Návrh ústavního zákona
| „                           | Ať žije svobodný stát Čechů, Slováků a Karpatských Rusů. | “ |
| — Poslanec Dr. Pavel Kossey |                                                          |   |

Překladatelem návrhu ústavního zákona o autonomii Karpatské Ukrajiny byl poslanec Julian Révay. Základem návrhu byl návrh ústavního zákona o autonomii Slovenské země z dílny Hlinkovy slovenské lidové strany, přičemž poslanec Révay ve svém návrhu pouze uvedl ustanovení, ve kterých dojde oproti návrhu slovenské autonomie ke změně. Révay operoval s pojmy jako Karpatská Ukrajina nebo karpatoukrajinská vláda. Návrh pochází ze 17. listopadu 1938. Ústavněprávní výbor sněmovny ho projednal již 18. listopadu 1938 a návrh doporučil k přijetí ve znění změn, které učinil: jednalo se především o podstatné rozšíření a používání pojmu Podkarpatská Rus s tím, že o definitivním názvu rozhodne zákon sněmu Podkarpatské Rusi. Jelikož nebyly pozměňovací návrhy, hlasovalo se o návrhu ve znění zprávy výboru.
Zpravodajem v Poslanecké sněmovně byl poslanec Pavel Kossey, který ve svém projevu v ruštině hovořil nejen k samotnému návrhu, ale také k situaci Podkarpatské Rusi po první Vídeňské arbitráži. Kossey také mimo jiné řekl, že se provedením návrhu zvýší oddanost Podkarpatské Rusi ke státu, jehož základ tím bude posílen. Kossey závěrem svého projevu poděkoval všem činitelům – jmenovitě zmínil premiéra Syrového, předsedu Sněmovny Malypetra a ministra Černého – kteří se stavěli za spravedlivé požadavky karpatoruského národa.
Zpravodajem v Senátu byl Dr. Josef Karas. Karas také rozebral návrh ústavního zákona, který do Senátu doputoval z Poslanecké sněmovny, a zcela otevřeně ve svém vystoupením na plénu také hovořil o přebudování státu na sdružení tří autonomních těles, která budou spojena společnými zájmy – v souvislosti s tímto také hovořil o nové ústavě, jež však nakonec světlo světa nikdy v důsledku dalšího vývoje nespatřila.

## Přijetí ústavního zákona
Stejně jako v případě ústavního zákona o autonomii Slovenské země, byl tento návrh ústavního zákona přijat protiústavně, když pro něj hlasovalo 146 poslanců (ústava vyžadovala kvalifikovanou většinu 180 poslanců) a v Senátu 79 senátorů (ústava vyžadovala 90).
V důsledku přijetí ústavního zákona byl zrušen úřad guvernéra a viceguvernérů Podkarpatské Rusi, kancelář guvernéra Podkarpatské Rusi a guberniální rada pro Podkarpatskou Rus. Vznikla autonomní vláda, která zavedla název Karpatská Ukrajina.

## Text
Samotný ústavní zákon měl čtyři paragrafy, nadpis a úvodní formuli. Ve znění vládní vyhlášky se text členil takto:
- Úvodní ustanovení (Článek I. až Článek VII.)
- Změna ústavní listiny
  - Hlava I. Všeobecné ustanovení (§§ 1-3)
  - Hlava II. Moc zákonodárná (§§ 4-9)
  - Hlava III. Moc vládní a výkonná (§§ 10-16)
  - Hlava IV. Moc soudcovská (§ 17)
  - Hlava V. Společné výdaje (§§ 18-19)